# Dear Angie〜あなたは負けない/それぞれの夜
「Dear Angie〜あなたは負けない／それぞれの夜」（ディア・アンジー～あなたはまけない／それぞれのよる）は、竹内まりやの41枚目のシングル。2013年7月3日にワーナーミュージック・ジャパンより発売された。

## 概要
- 前作「たそがれダイアリー」から約4ヶ月ぶりとなる2013年第2弾シングル。両A面シングルは2008年の「幸せのものさし/うれしくてさみしい日(Your Wedding Day)」以来となる。
- 「Dear Angie〜あなたは負けない」はTBS系列の深夜のニュース『NEWS23』のエンディングテーマ（2013年4月-）。
- 「それぞれの夜」は、『NEWS23』の前番組『NEWS23X』のエンディングテーマ（2013年3月までオンエア）。
- 初回生産限定盤と通常盤の2タイプがリリース。前者には、「Dear Angie〜あなたは負けない」のミュージック・ビデオと、自身の「元気を出して」（1988年）のライブ映像を収録したDVDが付属している。
- カップリング曲には、ザ・ビートルズの楽曲「Your Mother Should Know」と「This boy」のカバーが収録。そのうち、「This boy」は通常盤のみに収録[2]。

## 収録曲

### 初回限定盤
1. Dear Angie〜あなたは負けない
作詞・作曲：杉真理
2. それぞれの夜
作詞・作曲：竹内まりや
3. Your Mother Should Know
作詞・作曲：Lennon / McCartney
4. Dear Angie〜あなたは負けない（オリジナル・カラオケ）
5. それぞれの夜（オリジナル・カラオケ）

### 通常盤
1. Dear Angie〜あなたは負けない
2. それぞれの夜
3. Your Mother Should Know
4. This boy
作詞・作曲：Lennon / McCartney